# Caldelas (Guimarães)
Caldelas (Vila de Caldas das Taipas) es una freguesia portuguesa del concelho de Guimarães, con 2,72 km² de superficie y 5.252 habitantes (2001). Su densidad de población es de 1 930,9 hab/km².